# Busque
Busque (okzitanisch: Buscas) ist eine französische Gemeinde mit 719 Einwohnern (Stand: 1. Januar 2022) im Département Tarn in der Region Okzitanien. Sie gehört zum Arrondissement Castres und zum Kanton Graulhet. Die Bewohner werden Busquois und Busquoises genannt.

## Geografie
Busque liegt in der Région naturelle Gaillacois, etwa 47 km ostnordöstlich von Toulouse und etwa 22 Kilometer südwestlich von Albi. Die Gemeinde liegt im Einzugsgebiet der Garonne. Sie wird durch den Bach Lenjou, den Bach Rieu Fauré, den Bach Lacade, den Bach Chaupertié, den Bach Téron und durch einen weiteren kleinen Bach entwässert.
Umgeben wird Busque von den Nachbargemeinden Peyrole im Norden und Nordwesten, Labessière-Candeil im Nordosten, Graulhet im Süden und Osten sowie Puybegon im Westen.

## Bevölkerungsentwicklung

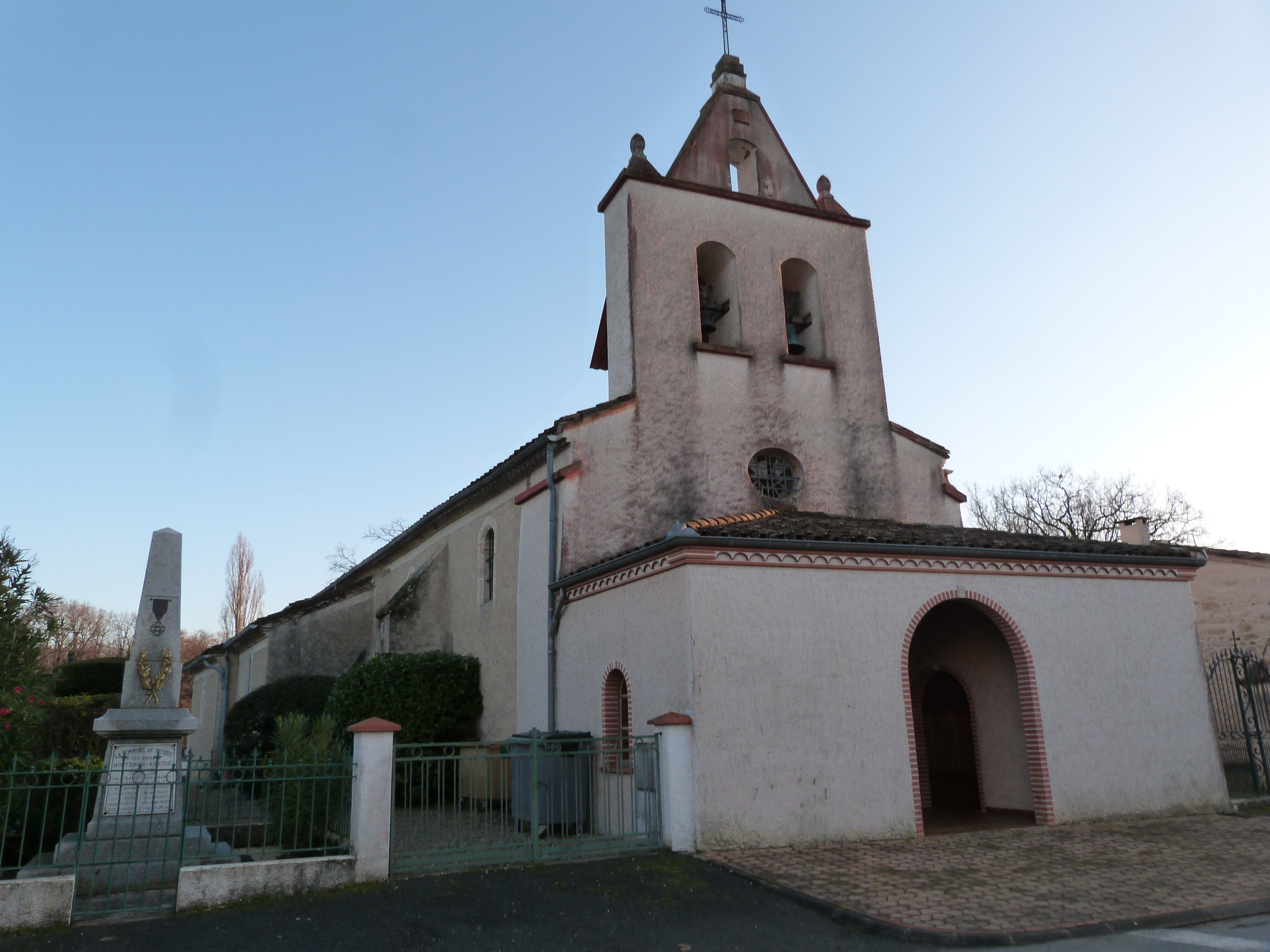
Kirche Saint-Georges

| 1962                       | 1968 | 1975 | 1982 | 1990 | 1999 | 2006 | 2017 |
| -------------------------- | ---- | ---- | ---- | ---- | ---- | ---- | ---- |
| 241                        | 233  | 360  | 459  | 552  | 579  | 684  | 745  |
| Quellen: Cassini und INSEE |      |      |      |      |      |      |      |

## Sehenswürdigkeiten
- Kirche Saint-Georges